# Герб комуни Робертсфорс
Герб комуни Робертсфорс (швед. Robertsfors kommunvapen) — символ шведської адміністративно-територіальної одиниці місцевого самоврядування комуни Робертсфорс.

## Історія
Герб ландскомуни Бигдео було прийнято 1945 року. Після адміністративно-територіальної реформи з 1 січня 1974 року ця комуна була скасована, а її територія увійшла до складу нової комуни Робертсфорс. Видозмінений герб цієї комуни зареєстровано 1980 року.

## Опис (блазон)
У золотому полі стоїть чорний дрізд із червоним дзьобом та очима, у чорній главі — два золоті лемеші від плуга, лезами вгору.

## Зміст
У гербі ландскомуни Бигдео були зображені тетерук і два орала. Птаха фігурував ще на печатці парафії Бигдео з 1590 року. Однак під час обговорення проекту герба для комуни Робертсфорс вирішили замінити тетерука чорним дроздом. Лемеші означають сільське господарство.